# Thomas Luckmann
Thomas Luckmann (Jesenice, 14 ottobre 1927 – 10 maggio 2016) è stato un sociologo e filosofo austriaco naturalizzato statunitense di origini slovene, che ha insegnato principalmente in Germania.
È stato Professore di Sociologia all'Università di Costanza in Germania, rimanendovi poi come professore emerito fino al pensionamento nel 1994. I suoi libri più conosciuti sono La realtà come costruzione sociale (1966, insieme con Peter L. Berger) e  Strutture del mondo ambiente (1982, insieme con Alfred Schütz).
Le sue aree di ricerca includevano la sociologia della conoscenza, la sociologia della religione, la sociologia della comunicazione e la filosofia della scienza.
Le sue opere includono:
- The Social Construction of Reality. A Treatise in the Sociology of Knowledge (1966, con Peter L. Berger) (trad.it. La realtà come costruzione sociale, 1969)
- The Invisible Religion. The Problem of Religion in Modern Society (1963)
- The Sociology of Language (1975)
- Structures of the Life-World (1982, con Alfred Schutz)
- Life-World and Social Realities (1983)